# Jan Bawab z Safry
Jan Bawab z Safry (zm. 23 grudnia 1656) – duchowny katolicki kościoła maronickiego, w latach 1648–1656 55. patriarcha tego kościoła – „maronicki patriarcha Antiochii i całego Wschodu”.